# Hugobert
Hugobert, sénéchal de Clovis III (en 693), comte du palais de Childebert IV (en 697) et mort après.
Il est probablement marié à Irmina d'Oeren ou à l'une de ses sœurs et ses descendants sont nommés les Hugobertides.
Il est le père de Plectrude, femme du maire du palais Pépin de Herstal. Dans la mesure où il est bien l'époux d'Irmine d'Œren, il est également le père de :
- Adèle, abbesse de Pfalzel, marié à Odon et mère d'Albéric et de Gerlinde, femme du duc Adalbert d'Alsace ;[réf. nécessaire]
- Regentrude, femme de Thibert, duc de Bavière et mère du duc Hugobert de Bavière ;[réf. nécessaire]
- Rolande, peut-être épouse de Bernarius et ancêtre des Wilhelmides. [réf. nécessaire]

Il est probablement apparenté à saint Hubert, évêque de Liège de 705 à 727 et à Bertrade de Prüm, grand-mère de Bertrade de Laon, femme du roi Pépin le Bref.

## Ascendance
L'onomastique des Hugobertides laisse supposer que ses parents se nommaient Albéric et Adèle, et qu'il aurait pour sœurs Bereswinthe, femme d'Adalric, duc d'Alsace en 662, et une reine des Francs, identifiée à Chimnechilde, femme de Sigebert III.
Cet Albéric pourrait être fils d'Hugues, cité comme maire du palais d'Austrasie de 616 à 618.
Quant à Adèle, en tant que mère de Bereswinthe, elle serait sœur de Saint-Léger, évêque d'Autun, tué en 677.